# Tabanus guyonae
Tabanus guyonae är en tvåvingeart som först beskrevs av Surcouf 1922.  Tabanus guyonae ingår i släktet Tabanus och familjen bromsar.
Artens utbredningsområde är Algeriet. Inga underarter finns listade i Catalogue of Life.